# Gestión de Infraestructuras de Andalucía
La Empresa Pública Gestión de Infraestructuras de Andalucía, conocida como GIASA se encarga de la ejecución de las políticas decididas por la Consejería de Obras Públicas y Transportes de la Junta de Andalucía en materia de infraestructuras viarias. 
Como empresa pública, la competencia de GIASA se circunscribe a la gestión de proyectos y obras de infraestructuras del transporte, y tiene a Andalucía su ámbito de actuación. De esta forma, la planificación, los estudios informativos, el control, la explotación y el mantenimiento de las infraestructuras del transporte corresponde a los diferentes centros directivos de la Consejería, bien centrales o de las delegaciones provinciales, de los que GIASA recibe los encargos de desarrollo de proyectos y obras. 

## Principales proyectos
GIASA se encarga del desarrollo de los proyectos y las obras que se le encomiendan desde la Consejería de Obras Públicas y Transportes de la Junta de Andalucía. De esta forma, se encarga de contratar los servicios de empresas consultoras para la redacción de proyectos, la realización de estudios geológicos y geotécnicos, la dirección de obra y el control de calidad. Asimismo contrata la ejecución de obra con empresas constructoras en sus diferentes ramas. Entre los principales proyectos que gestiona destacan:
- Autovía del Olivar.
- Plan MASCERCA. Plan de actuaciones en las carreteras de la Red Autonómica de Andalucía orientadas a la mejora de la Accesibilidad, la Seguridad y la Conservación. Este programa de actuación en carreteras de Andalucía se incluye dentro del Plan de Infraestructuras para la Sostenibilidad del Transporte en Andalucía (PISTA) 2007-2013. Los objetivos principales del Plan MASCERCA son:

• Mejora de la accesibilidad y conectividad en el interior de la región, con especial atención a las áreas con peores condiciones de acceso, facilitando la movilidad y el intercambio de bienes y servicios, y con ello, el desarrollo de su economía.
• Mejora de la accesibilidad a la Red de Gran Capacidad desde los distintos núcleos de población. 
• Mejora de la accesibilidad a las zonas litorales.
• Mejora de la Seguridad vial y el confort de las carreteras, dotándola de características técnicas adecuadas que lo garanticen.
• Mejora de la organización y capacidad de la Red viaria en las Áreas Metropolitanas.
• Supresión de la conflictividad de tráficos en el medio urbano mediante la ejecución de variantes de población y acondicionamiento de travesías buscando la integración de la carretera en un medio en el que el ciudadano demanda habitabilidad y calidad de vida.
• Modernización del sistema de gestión y organización de la Conservación y potenciación de la conservación preventiva.